# Thanh (xã)
Thanh là một xã thuộc huyện Hướng Hóa, tỉnh Quảng Trị, Việt Nam.
Xã Thanh có diện tích 21.04 km², dân số năm 1999 là 2065 người, mật độ dân số đạt 98 người/km².

## Hành chính
Xã Thanh được chia thành 6 thôn: A Ho, Ba Viêng, Bản 10, Mới, Thanh 1, Thanh Ô.